# 谭宗尧
谭宗尧（1944年10月31日—1998年11月30日），中国北京人民艺术剧院的话剧演员。1972年，谭宗尧考入人艺。1990年获得中国戏剧“梅花奖”，1991年获得文华奖。1998年11月30日下午3时10分因病医治无效逝世，享年54岁。儿子是演员谭涛。

## 作品列表

### 话剧作品
- 《绝对信号》（1982）
- 《小井胡同》（1985）
- 《狗儿爷涅槃》（1986）
- 《天下第一楼》（1988）
- 《鸟人》 （1993）
- 《阮玲玉》（1994）
- 《好人润五》（1996）
- 《古玩》（1998）
- 《官兵拿贼》（1998）

### 电视剧作品
- 《末代皇帝》 饰 良弼
- 《三国演义》 饰 王允
- 《东周列国春秋篇》 饰 秦穆公